# Tai
|  | No s'ha de confondre amb Llengües tai o Tais. |

El tailandès, thai o siamès o siamés (ภาษาไทย; phasa thai) és la llengua nacional de Tailàndia. Aquest idioma és una llengua tai, de la família de llengües tai-kadai.
El thai també es coneix com a thai normatiu o estàndard, com a thai central o com a siamès. És la llengua oficial de l'estat i del grup ètnic majoritari dels thai o tailandesos (els Thai en anglès), de Tailàndia. Hi ha uns 65 milions de persones que parlen tailandès segons les estadístiques de l'any 1990.
És una llengua tonal i analítica d'ortografia complexa. És mútuament intel·ligible amb el laosià, l'idioma de Laos, que també pertany a la mateixa família lingüística.

## Escriptura
L'alfabet tailandès deriva de l'alfabet cambodjà (อักขระเขมร), que està inspirat en la lletra brahmí de les llengües indoàries. Així com els birmans van adoptar l'alfabet mon (que també té orígens índics), els tailandesos van adoptar una forma modificada d'alfabet cambodjà per crear el seu propi sistema d'escriptura. Mentre que la més antiga inscripció coneguda en cambodjà data del 611 dC, les inscripcions en alfabet tailandès van començar a aparèixer el 1292 dC. Entre les seves característiques més notables cal destacar:
- És una forma d'escriptura abugida, en què la vocal implícita és una /a/ curta per a les consonants que apareixen soles i una /o/ curta si la consonant inicial o el grup va seguit d'una altra consonant.
- Els marcadors de to es col·loquen a la part superior de la consonant inicial d'una síl·laba o a l'última consonant d'un grup de consonants inicial.
- Les vocals associades amb consonants no són seqüencials: es pot col·locar abans, després, dalt o sota de la seva consonant associada, o en una combinació d'aquestes posicions.

### Alfabet
| Símbol  | Transcripció del nom i traducció       | Reial Institut  | Reial Institut |
| Inicial | Final                                  |                 |                |
| ก       | ko kai (gallina)                       | k               | k              |
| ข       | kho khai (ou)                          | kh              | k              |
| ฃ       | kho khuat (ampolla) [obsoleta]         | kh              | k              |
| ค       | kho khwai (búfal asiàtic domèstic)     | kh              | k              |
| ฅ       | kho khon (persona) [obsoleta](botella) | kh              | k              |
| ฆ       | kho ra-khang (campana)                 | kh              | k              |
| ง       | ngo ngu (serp)                         | ng              | ng             |
| จ       | cho chan (plat)                        | ch              | t              |
| ฉ       | cho ching (platerets)                  | ch              | -              |
| ช       | cho chang (elefant)                    | ch              | t              |
| ซ       | so so (cadena)                         | s               | t              |
| ฌ       | cho choe (arbust)                      | ch              | -              |
| ญ       | yo ying (dona)                         | y               | n              |
| ฎ       | do chada (corona, lligadura)           | d               | t              |
| ฏ       | to patak (fibló, javelina)             | t               | t              |
| ฐ       | tho santhan (pedestal)                 | th              | t              |
| ฑ       | tho nang montho (ballarina)            | th              | t              |
| ฒ       | tho phu-thao (ancià)                   | th              | t              |
| ณ       | no nen (monjo novici)                  | n               | n              |
| ด       | do dek (nen)(nin)                      | d               | t              |
| ต       | to tao (tortuga)                       | t               | t              |
| ถ       | tho thung (bossa)                      | th              | t              |
| ท       | tho thahan (soldat)                    | th              | t              |
| ธ       | tho thong (bandera)                    | th              | t              |
| น       | no nu (ratolí)                         | n               | n              |
| บ       | bo baimai (fulla)                      | b               | p              |
| ป       | po pla (peix)                          | p               | p              |
| ผ       | pho phueng (abella)                    | ph              | -              |
| ฝ       | fo fa (tapa)                           | f               | -              |
| พ       | pho phan (safata)                      | ph              | p              |
| ฟ       | fo fan (dent)                          | f               | p              |
| ภ       | pho samphao (junc)                     | ph              | p              |
| ม       | mo ma (cavall)                         | m               | m              |
| ย       | yo yak (gegant, esperit yakxa)         | y               | y              |
| ร       | ro ruea (barca)                        | r               | n              |
| ล       | lo ling (mico)                         | l               | n              |
| ว       | wo waen (anell)                        | w               | w              |
| ศ       | so sala (pavelló, pavelló tailandès)   | s               | t              |
| ษ       | so ruesi (ermità, rixi)                | s               | t              |
| ส       | so suea (tigre)                        | s               | t              |
| ห       | ho hip (cofre, caixa)                  | h               | -              |
| ฬ       | lo chula (estel)                       | l               | n              |
| อ       | o ang (conca)                          | no es transcriu | -              |
| ฮ       | ho nok huk (òliba)                     | h               | -              |

## Variants
Existeixen diferents formes i variants d'aquesta llengua. Cal mencionar les següents:
- El thai informal (ภาษาพูด): Forma col·loquial i simplificada de parlar la llengua thai, utilitzada entre amics o família.
- El thai refinat (ภาษาเขียน): Forma oficial i escrita de l'idioma que inclou moltes fórmules de cortesia.
- Thai retòric: Sovint complex, utilitzat principalment en discursos públics.
- Thai religiós: Thai retòric que conté moltes paraules importades directament del sànscrit i el pāli, les llengües de les escriptures del budisme. Utilitzat dins del context del budisme, religió majoritària de Tailàndia.
- Thai reial (ราชาศัพท์): Versió molt complexa de la llengua, amb influències del Khmer. S'utilitza per parlar amb els membres de la família reial i per referir-se a ells i llurs activitats.

Geogràficament la variant més comuna del thai central és el thai de Bangkok.
El thai de Khorat es troba a mig camí entre el thai central i l'idioma isaan, una altra llengua del grup tai. El thai de Khorat forma un continuum lingüístic, la qual cosa vol dir que pot ser considerat un dialecte o variant de qualsevol dels dos idiomes.